# Station Mokre Kolonia
Station Mokre Kolonia was een spoorwegstation in de Poolse plaats Mokre-Kolonia, een buitenplaats van Mokre, voor 1945 bekend als Mocker, in Opper-Silezië. Het station lag aan de grensspoorlijn Racibórz–Krnov (voor 1918 Ratibor–Jägerndorf).
Het gehucht waar het station lag dat nu Mokre Kolonia genoemd wordt stond tot 1945 niet geheel toevallig bekend als Mocker Bahnhof, aangezien dit station op een paar kilometer van de hoofdplaats gevestigd was.
In 1944 stopten er nog tien treinen per dag. Na het einde van de Tweede Wereldoorlog is het grensverkeer naar Tsjecho-Slowakije beëindigd, maar er heeft tot 1970 personenverkeer tot aan Pietrowice plaatsgevonden.
Het station had oorspronkelijk een stationsgebouw en twee perrons.